# So Yong Kim
So Yong Kim (Busan, Corea del Sud, 1968) és una directora de cinema sud-coreana, considerada una de les directores joves més autèntiques i originals de l'actual cinema independent estatunidenc. Nascuda a Corea, emigra als Estats Units als dotze anys. Estudia pintura, interpretació i videoart a l'Art Institute of Chicago, on cursa un màster en Belles Arts (MFA). Ha realitzat diversos curtmetratges experimentals, com ara A Bunny Rabbit, rodat amb el conegut director de fotografia Christopher Doyle. El 2003 Kim produeix la pel·lícula islandesa guardonada Salt, dirigida per Bradley Rust Gray, el seu soci i marit, amb qui ha establert una cooperació fèrtil en projectes mutus. El 2006 Kim apareix a la llista dels «25 cineastes que cal veure» publicada per la revista Filmmaker Magazine. La seva carrera posterior confirmarà plenament aquests auguris. La seva primera pel·lícula, In Between Days, és aclamada per la crítica i guanya el Premi Especial del Jurat al Festival de Cinema de Sundance el 2007, a més del Premi Internacional de la Crítica FIPRESCI a Berlín, el Premi de la Crítica de Los Angeles i el premi a la millor pel·lícula i a la millor actriu a Buenos Aires. Aquesta unanimitat es deu a l'original caràcter autobiogràfic del film, a l'observació profunda dels seus personatges adolescents i a la dramatúrgia peculiar que sorgeix d'aquesta estratègia, basada en l'absència de judici sobre els seus caràcters. El seu següent film, Treeless Mountain (2008) insisteix en aquesta mateixa via dramàtica, a partir de la historia de l'abandó i la capacitat de recuperació de dues nenes, en un film que Village Voice va considerar «un dels millors mai rodats sobre la infància». El guió rep el suport de l'Atelier del Festival de Canes, el Sundance Institute’s Writers and Directors Labs i el Programa de Promoció de Pusan. L'any 2009, So Yong Kim participa en el film col·lectiu Chinatown Film Project.